# Parc de Holm
 (mai 2025).
Le parc de Holm (estonien : Holmi park) est un parc du quartier Ülejõe de Tartu en Estonie.

## Présentation
Le parc porte le nom de l'île Holm, de la rivière Emajõgi.
Le parc est situé sur la rive gauche de la rivière Emajõgi, près d'Atlantise maja, entre le pont Kaarsild et le pont Rahu sild.
Le parc d’Ülejõe park est situé à côté du parc de Holm, entre Kaarsild et Vabadussild.